# 三森バイパス
三森バイパス（さんもりバイパス）は、福島県郡山市を通る福島県道6号郡山湖南線のバイパス道路である。

## 概要
- 起点 : 郡山市逢瀬町多田野
- 終点 : 郡山市湖南町舘
- 規格 : 第3種第3級
- 全長 : 6,622 m
- 幅員…8.0 m（車道部6.0 m）
- 最小半径 : 120 m
- 最急勾配 : 5.2%（高低差...63 m）

郡山市中心部と郡山市湖南町との間にある三森峠を貫くバイパスであり、幅員狭小、急勾配、急カーブの続いていた県道の改良の為に事業化された。起点部から第1 - 第4工区に分けられ、1983年度より主要構造物となる三森トンネルを含む第2工区がまず事業化され、1993年に開通し、以後第3工区、第1工区第1期施工区間、第4工区が順次供用が開始され、2021年には最後の区間となる第1工区第2期施工区間が開通した。

## 沿革
- 1983年度 - 第2工区事業化
- 1993年11月25日 - 三森大橋、三森トンネルを含む第2工区（全長2,700 m）が開通[1]
- 1998年度 - 第3工区事業化
- 2000年度 - 第1工区のうち起点側の第1期施工区間が緊急地方道整備事業として事業化
- 2004年度 - 第3工区（全長710 m）開通
- 2004年12月3日 - 多田野トンネルを含む第1工区第1期施工区間（全長850 m）が開通[1]
- 2005年度 - 第4工区事業化
- 2006年度 - 第1工区第2期施工区間事業化
- 2013年6月21日 - 神代橋、神代下橋を含む第4工区の一部区間（全長300 m）が開通[2]
- 2015年8月 - 第4工区全線開通
- 2021年11月28日 - 第1工区第2期施工区間が開通[3]。

## 道路施設
休石1号橋
- 全長：61.0 m
- 幅員：6.0（8.0）m
- 形式：鋼単純非合成箱桁橋
- 竣工：2013年3月
- 施工：矢田工業

仮称三森1号橋。逢瀬町多田野にて一級水系阿武隈川水系逢瀬川支流多田野川を渡る。バイパス整備に伴い地域活力基盤創造事業として建設された。総工費は3億8500万円。
逢瀬第1トンネル
- 全長：397.0 m
- 幅員：6.0（7.0） m
- 有効高：4.7 m
- 工法：NATM工法（上下半交互並進ショートベンチ工法・補助ベンチ付き全断面工法・発破掘削方式）
- 施工：佐藤・昭和特定建設工事共同企業体

逢瀬町多田野に位置する。道路橋りょう整備事業として2013年度より建設された。総工費は11億9000万円の予定。
休石2号橋
- 全長：78.0 m
- 形式：3径間PC連続ラーメン中空床版橋

逢瀬町多田野にて一級水系阿武隈川水系逢瀬川支流多田野川の支川を渡る。
逢瀬第2トンネル
- 全長：149.0 m
- 幅員：6.0（7.0） m
- 有効高：4.7 m
- 工法：NATM工法（上半先進ショートベンチカット（上下半同時並進）工法・機械掘削方式）
- 施工：昭和建設工業

逢瀬町多田野に位置する。道路橋りょう整備事業として2012年度より建設された。総工費は4億2700万円の予定。
休石3号橋
- 全長：174.0 m
- 形式：3径間PC連続ラーメン箱桁橋

逢瀬町多田野にて一級水系阿武隈川水系逢瀬川支流多田野川を渡る。
多田野大橋（多田野川 逢瀬町多田野）
- 全長…144.5 m
  - 主径間…47.5 m
- 幅員…8.5 m
- 形式…3径間鋼連続曲線箱桁橋
- 竣工…2005年
- 施工…駒井ハルテック[8]

多田野トンネル
三森大橋（多田野川 逢瀬町多田野）
- 全長：187.0 m
  - 主径間：60.0 m
- 幅員：6.0（8.0） m
- 形式：3径間鋼連続非合成鈑桁橋＋鋼単純費合成鈑桁橋
- 竣工：1992年
- 施工：IHIインフラシステム・日本橋梁[9]

逢瀬町多田野に位置にて一級水系阿武隈川水系逢瀬川支流多田野川を渡る。当バイパス建設の一環として1983年度より事業着手された。総工費は7億8100万円。
三森トンネル
神代橋
- 全長：17.0m
- 幅員：6.0（8.0）m
- 形式：PC単純プレテン中空床版桁橋
- 竣工：2009年度
- 施工：渡辺興業

湖南町舟津から湖南町中野字砂ケ淵に至り、一級水系阿賀野川水系舟津川支流中川を渡る。建設時は湖南第1橋の仮称であった。総工費は8100万円。
神代下橋
- 全長：14.6m
- 幅員：6.0（8.0）m
- 形式：PC単純プレテン中空床版桁橋
- 竣工：2012年3月
- 施工：東日本コンクリート

湖南町中野字砂ケ淵から湖南町舘字入辰目に跨り、一級水系阿賀野川水系舟津川支流中川を再び渡る。総工費は5100万円。